# Leptomyrmex flavitarsus
Leptomyrmex flavitarsus är en myrart som först beskrevs av Smith 1859.  Leptomyrmex flavitarsus ingår i släktet Leptomyrmex och familjen myror. Inga underarter finns listade i Catalogue of Life.

## Bildgalleri

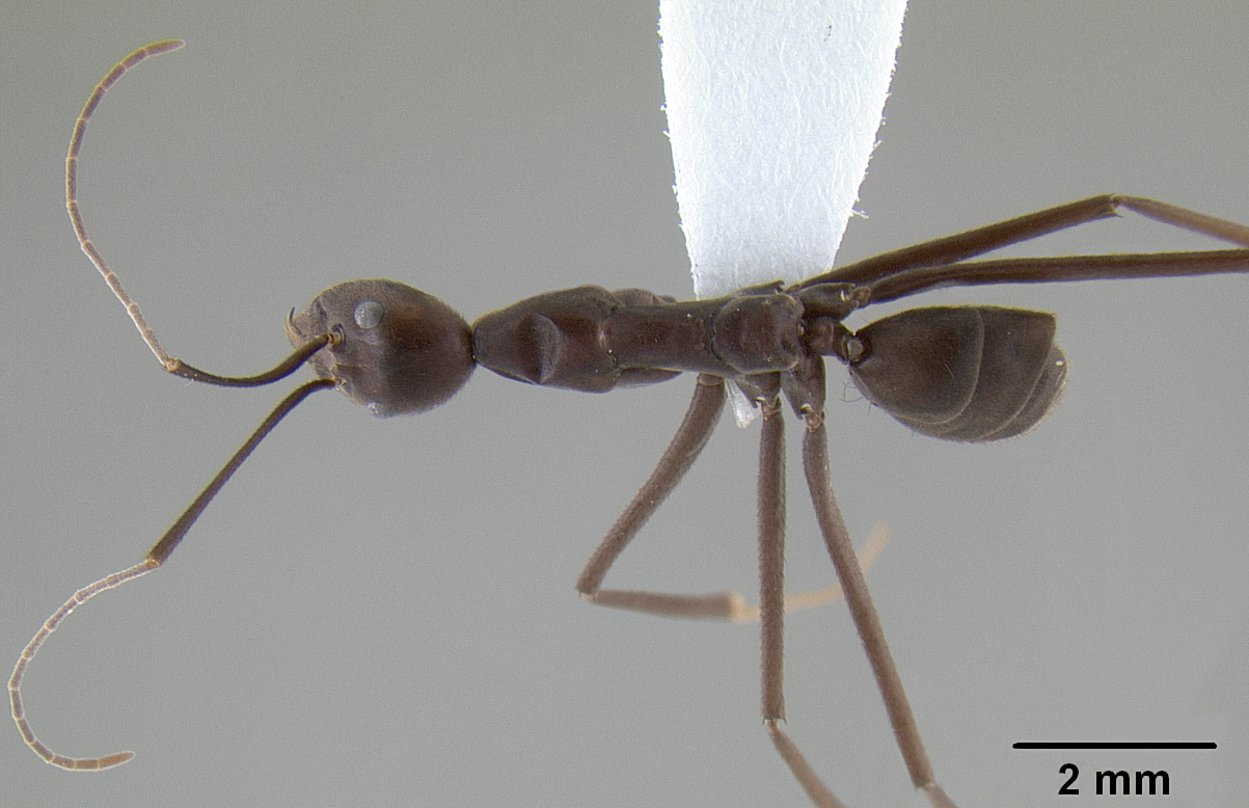
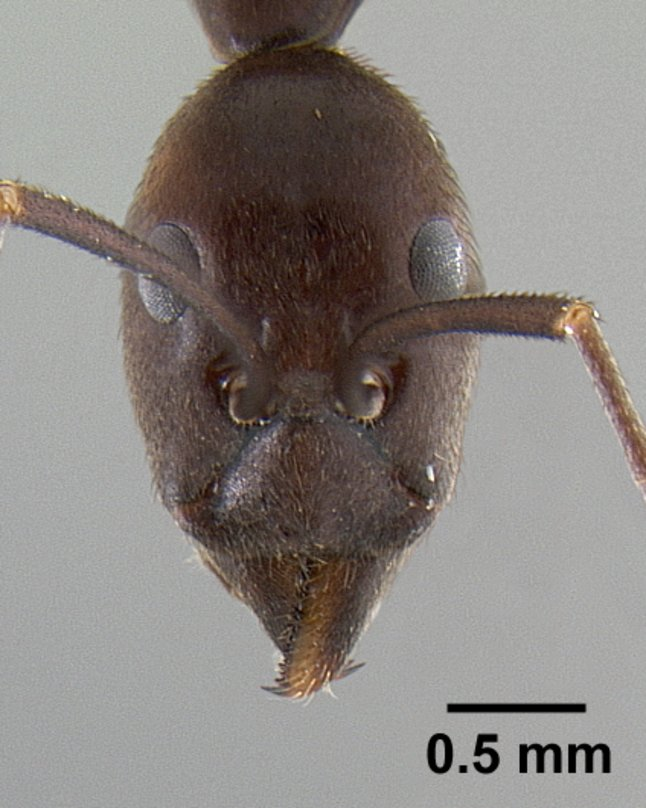
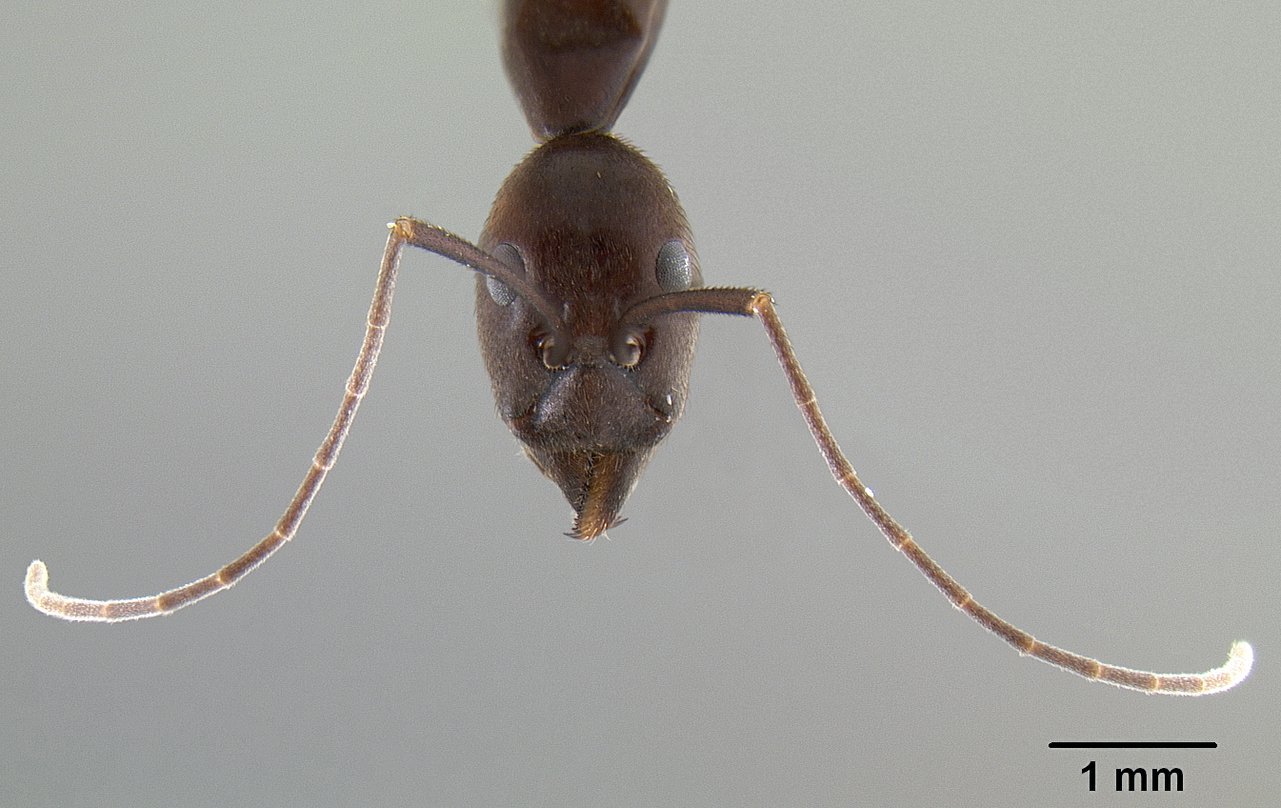
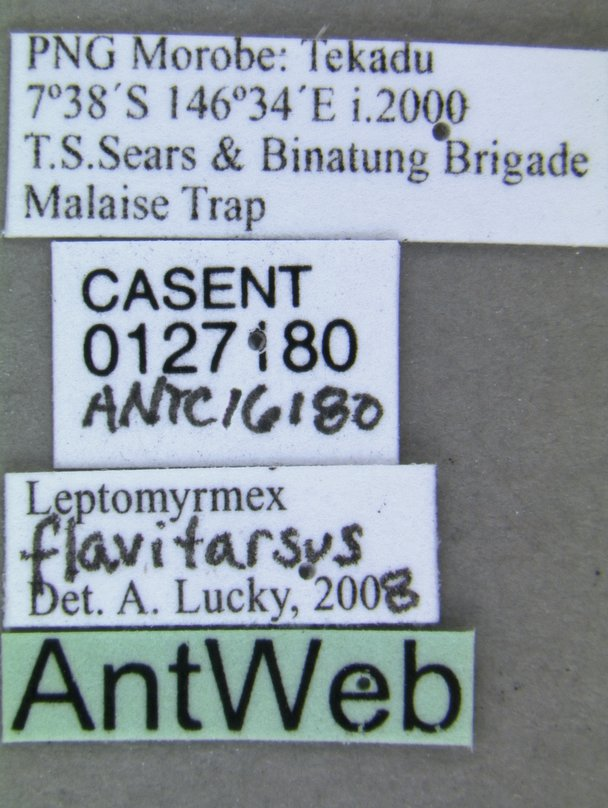
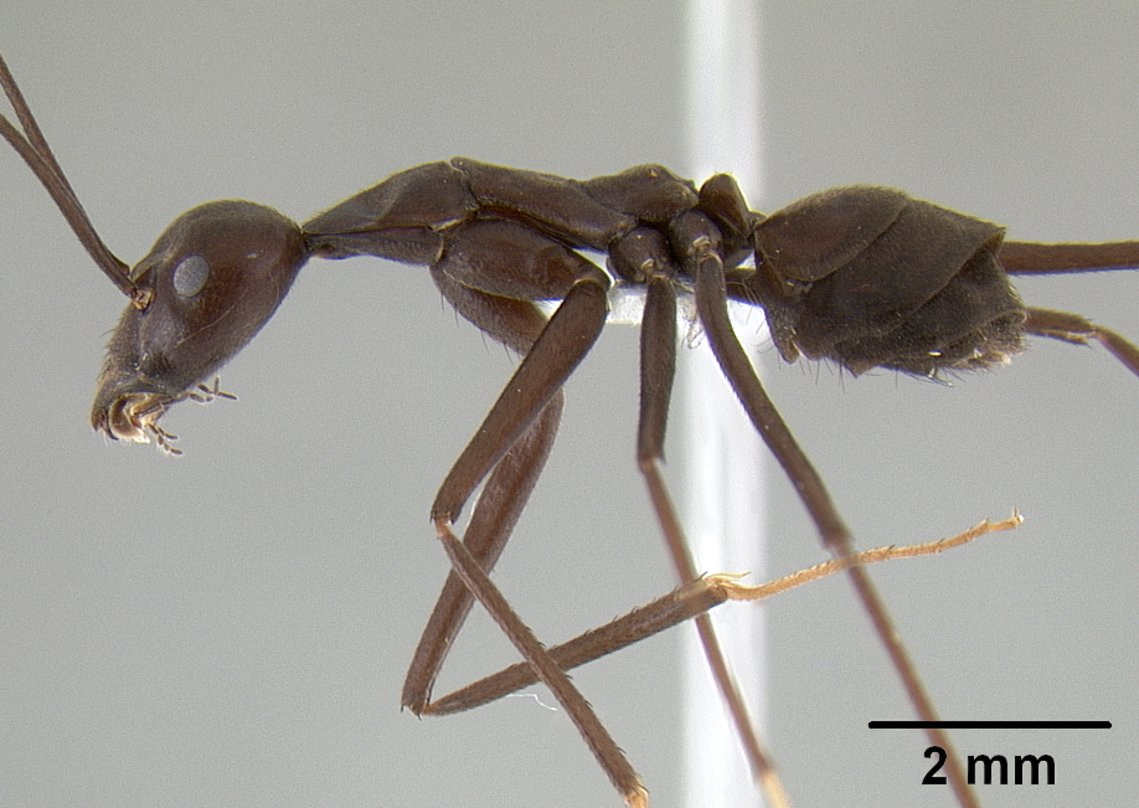
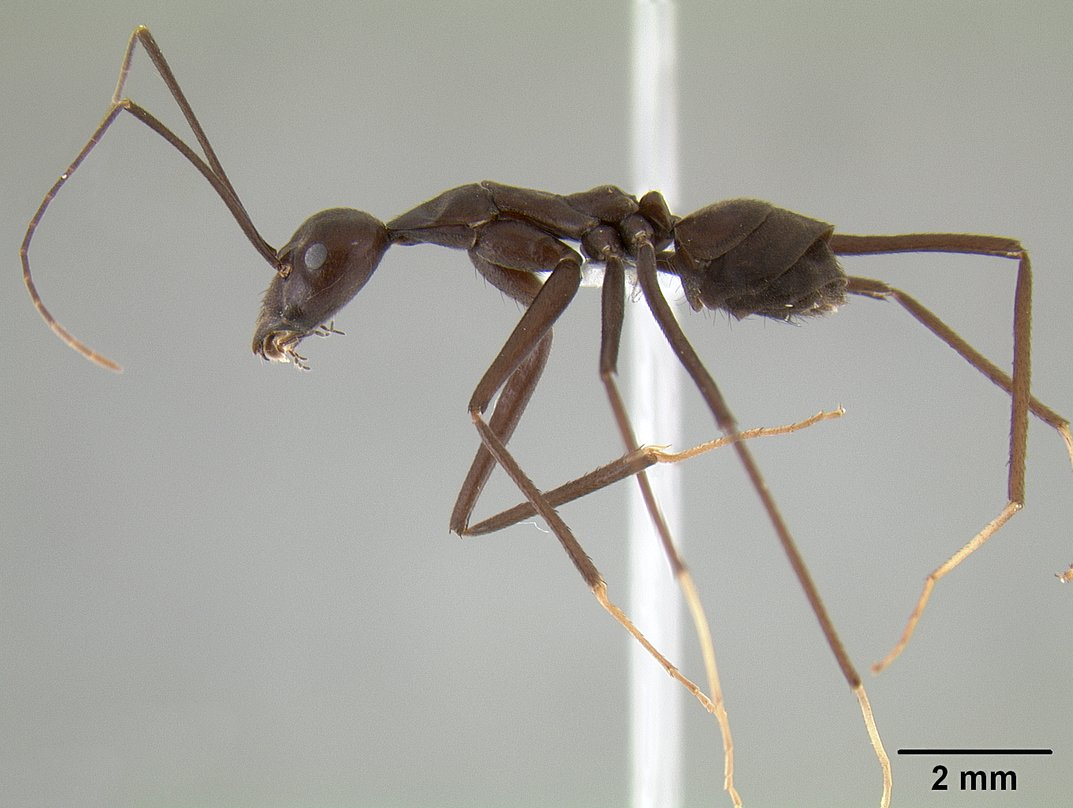